# Rebecca Antonaci
Rebecca Antonaci, también conocida por su nombre artístico Rebecca (Viterbo, 27 de noviembre de 2004), es una actriz, cantante, bailarina y modelo italiana.

## Biografía
Rebecca Antonaci nació el 27 de noviembre de 2004 en Viterbo (Italia) y tiene dos hermanos llamados Riccardo y Luigi.

## Carrera
Rebecca Antonaci desde los seis años estudió doblaje, musicales, actuación teatral y cinematográfica, canto y danza en la MTDA – Music, Theater & Dance Academy de Fiumicino. Siguió una pasantía en la American Musical Theatre Academy en Londres y se embarcó en un viaje de canto con Serena Caporale y un viaje de actuación con Terry Paternoster. Inmediatamente se enamoró del canto, por lo que decidió matricularse en la escuela secundaria de música de su ciudad natal, donde estudió piano y saxofón.
En 2014 y 2015 interpretó el papel de Rebecca en la obra Ho sognato un sogno dirigida por Gino Matrunola y Serena Mastrosimone y representada en Roma e Isernia con la Compañía Antigone. En 2016 interpretó el papel de Nala en la obra Il Re Leone dirigida por Marcello Sindici. En el mismo año participó en el musical Annie Jr. dirigido por Piero Di Blasio y presentado en el teatro Italia de Roma. En 2017, interpretó el papel de Grace en la obra Boom! dirigida por Andrea Palotto. En el mismo año participó en la obra Fragile - Maneggiare col cuore.
En 2016, con tan solo doce años, interpretó el papel de Elena en el cortometraje Il lato oscuro dirigido por Vincenzo Alfieri. Al año siguiente, en 2017, actuó en el video musical  Epurestate de Mirkoeilcane y dirigido por Vincenzo Alfieri. En el mismo año interpretó el papel de Irene en el episodio Genitori e figli de la serie Non dirlo al mio capo. En el 2021 apareció en el comercial de Barilla - Brothers and sisters.
En 2020 lanzó su primer sencillo Sui tetti di Roma. Al año siguiente, en 2021, lanzó dos sencillos más: Nella ruggine y Adolescenti. En 2022 lanzó los sencillos Osiride y Eclissi. Ese mismo año, lanzó su primer álbum, Morfina.
En 2021 fue elegida para interpretar el papel de Sofia Romano en la serie Luce dei tuoi occhi y donde actuó junto a actores como Anna Valle y Giuseppe Zeno. En 2022 ocupó el papel de Aurora en la serie Lea - Un nuovo giorno. En el mismo año interpretó el papel de Stella Barbagallo en el episodio L'innocente de la serie Don Matteo. En 2023 fue incluida en el elenco de la película Finalmente l'alba dirigida por Saverio Costanzo, en el papel de Mimosa.

## Filmografía

### Cine
| Año  | Título            | Personaje | Director         |
| ---- | ----------------- | --------- | ---------------- |
| 2023 | Finalmente l'alba | Mimosa    | Saverio Costanzo |

### Televisión
| Año  | Título                | Personaje         | Notas                     |
| ---- | --------------------- | ----------------- | ------------------------- |
| 2018 | Non dirlo al mio capo | Irene             | Episodio Genitori e figli |
| 2021 | Luce dei tuoi occhi   | Sofia Romano      | 6 episodios               |
| 2022 | Lea - Un nuovo giorno | Aurora            |                           |
| 2022 | Don Matteo            | Stella Barbagallo | Episodio L'innocente      |

### Cortometrajes
| Año  | Título         | Personaje | Director         |
| ---- | -------------- | --------- | ---------------- |
| 2015 | Il lato oscuro | Elena     | Vincenzo Alfieri |

### Video musical
| Año  | Título     | Autor        | Director         |
| ---- | ---------- | ------------ | ---------------- |
| 2017 | Epurestate | Mirkoeilcane | Vincenzo Alfieri |

## Teatro
| Año       | Título                         | Personaje | Director                             | Teatro                                                  |
| --------- | ------------------------------ | --------- | ------------------------------------ | ------------------------------------------------------- |
| 2014-2015 | Ho sognato un sogno            | Rebecca   | Gino Matrunola y Serena Mastrosimone | Representada en Roma e Isernia con la Compañía Antigone |
| 2016      | Il Re Leone                    | Nala      | Marcello Sindici                     |                                                         |
| 2016      | Annie Jr. – Musical            |           | Piero Di Blasio                      | Teatro Italia de Roma                                   |
| 2017      | Boom!                          | Grace     | Andrea Palotto                       |                                                         |
| 2017      | Fragile - Maneggiare col cuore |           |                                      |                                                         |

## Comerciales
| Año  | Título                         |
| ---- | ------------------------------ |
| 2021 | Barilla - Brothers and sisters |

## Discografía

### Álbum
| Año  | Título  | Artista          |
| ---- | ------- | ---------------- |
| 2022 | Morfina | Rebecca Antonaci |

### Individual
| Año  | Título            | Artista          |
| ---- | ----------------- | ---------------- |
| 2020 | Sui tetti di Roma | Rebecca Antonaci |
| 2021 | Nella ruggine     | Rebecca Antonaci |
| 2021 | Adolescenti       | Rebecca Antonaci |
| 2022 | Osiride           | Rebecca Antonaci |
| 2022 | Eclissi           | Rebecca Antonaci |